# Neohelina flavomarginata
Neohelina flavomarginata är en tvåvingeart som beskrevs av Malloch 1925. Neohelina flavomarginata ingår i släktet Neohelina och familjen husflugor. Inga underarter finns listade i Catalogue of Life.